# Koetoezovskaja
Koetoezovskaja (Russisch: Кутузовская) is een station aan de Filjovskaja-lijn van de Moskouse metro. Het station is, net als de bovenliggende straat, genoemd naar veldmaarschalk Michail Koetoezov die hiermee een wel zeer bescheiden station heeft gekregen. De lijn is gebouwd met op de achtergrond de wens om goedkoper te werken na de pracht en praal van de stalinistische-barokstijl, wat tot gevolg had dat de lijn op maaiveld niveau is aangelegd en voor de stations een standaard ontwerp werd toegepast.  